# Алекс (папуга)
Алекс (1976 — 6 вересня 2007) — африканський сірий папуга, який здобув популярність через експерименти доктора наук Айрін Пепперберг.

## Етимологія імені папуги
Папуга був названий за програмою англ. Avian Language EXperiment (пташиний мовний експеримент; пізніше англ. Avian Learning EXperiment — досвід навчання птиці).

## Суть експерименту
Жако Алекс, або — африканський сірий папуга, став предметом наукових обговорень та досліджень протягом тридцяти років. Експеримент з твариною проводився психологом, доктором наук Іреною Пепперберг (I. Pepperberg) в університеті Аризони, а потім в Гарвардському та Брандейс університетах. Папуга був придбаний в зоомагазині у віці близько одного року. Ім'я птиці — Алекс, стала абревіатура назви навчання експерименту з твариною. Наступником Алекса був папуга Гріффін.
Експеримент з папугою Алексом показав та довів, що птахи можуть аналізувати та логічно міркувати на базовому рівні, творчо використовуючи слова та короткі фрази людської мови. Психолог писала про те, що Алекс був «першою ластівкою в дослідженні інтелекту», стоячи на одному рівні в експериментах з дельфінами та людиноподібними мавпами. Дослідниця показала науковому світу, що інтелектуальний розвиток папуги Алекса досяг рівня розвитку п'ятирічної дитини, і це не є межею. В процесі експерименту Пепперберг з'ясувала та повідомила, що на момент смерті птах мав рівень емоційного розвитку людини у віці дворічного малюка.

## Досягнення
1999 року д-р Пепперберг опублікувала досягнення жако, в яких говориться, що Алекс міг визначити до п'ятдесяти різних об'єктів та впізнати одночасно до шести предметів, розрізняти сім кольорів та п'ять фігур, а також усвідомлювати поняття «більше», «менше», «однакове», «різне», «над» та «під». Словниковий запас папуги становив близько 150 слів, але винятковим в досліді й папузі є те, що він розумів, про що говорив. Наприклад, коли Алексу показували предмет та ставили запитання про його форму, колір або матеріал, він давав правильні відповіді. Якщо папугу запитували про різницю між двома предметами, він відповідав однакові вони чи різні («Так/Ні»), і — в чому різниця. Алекс був здатний вести простий математичний розрахунок. Коли одного разу жако втомився від досліду, він заявив: «Wanna go back» (Хочу піти), бажаючи повернутися до себе в клітку. Якщо дослідниця висловлювала дратівливість та заперечення, Алекс казав: «I'm sorry» (Мені прикро). Коли папузі запропонували горіх, він ствердно :Tak. Під час науково-дослідної роботи з папугою, 100 відсотків відповідей були логічно правильними.
Дослідження показало, що Алекс може розрізняти предмети однакового кольору, але різні за складом матеріалів, з яких вони були зроблені. Д-р Пепперберг навчила папугу впізнавати та називати написані цифри.
У липні 2005 року Пепперберг повідомила, що Алекс усвідомлює значення поняття нуля. У липні 2006 року вона виявила, що Алекс також сприймає оптичні ілюзії — аналогічно людському сприйняттю.
Навчаючи читати папугу, д-р Пепперберг навчила птаха розрізняти деякі букви, унаслідок чого Алекс став визначати звуки, які виникають під час злиття букв англійської абетки — як-от SH і OR.

## Смерть Алекса
Алекс помер 6 вересня 2007 року у віці 31 року. Смерть Алекса була несподіваною, оскільки середня тривалість життя африканських сірих папуг близько 50 років. У попередній день він мав здоровий вигляд, але на ранок його знайшли мертвим. Згідно з прес-релізом, опублікованим фондом Алекса: «Алекс був здоровий на останньому щорічному медогляді за два тижні до його смерті. За словами ветеринара, який проводив розтин, не було жодної очевидної причини смерті.» За словами Пепперберг, утрата Алекса не зупинить досліджень, але це буде великим кроком назад. У лабораторії є ще два птахи, але їхні навички не досягають до навичок Алекса.
4 жовтня Фонд Алекса опублікував висновок патології: «Алекс помер швидко. Стався різкий, несподіваний трагічний результат через атеросклероз (закупорка судин)». Це була фатальна аритмія, серцевий напад або удар, який змусив його померти швидко, без мук. Його смерть неможливо було передбачити. Усі його тести, зокрема рівень холестерину, повернулися в норму тижнем раніше. Його смерть не могла бути пов'язана з його поточною дієтою або віком. Ветеринар сказала, що вона бачила схожі випадки у молодих птахів (молодших за 10 років) за правильного харчування. Найсхожіше, що причини генетичні, або це якесь запальне захворювання (неможливо виявити у птахів), споріднене з хворобою серця у людей.
Останніми словами, які Алекс сказав Пепперберг, були: «You be good. See you tomorrow. I love you» («Будь хорошою. Побачимося завтра. Я люблю тебе.»).